# Briis-sous-Forges
Briis-sous-Forges ist eine französische Gemeinde mit 3.375 Einwohnern (Stand: 1. Januar 2022) im Département Essonne der Region Île-de-France; sie gehört zum Arrondissement Palaiseau und zum Kanton Dourdan. Die Einwohner werden Brissois genannt.

## Geographie
Briiss-sous-Forges liegt etwa 30 Kilometer südwestlich von Paris in der Landschaft Hurepoix und wird umgeben von den Nachbargemeinden Gometz-la-Ville im Norden, Janvry im Norden und Nordosten, Fontenay-lès-Briis im Osten, Courson-Monteloup im Südosten, Vaugrigneuse im Süden und Südwesten, Forges-les-Bains im Westen sowie Limours im Nordwesten.
Durch die Gemeinde führt (ohne Anschluss) die Autoroute A 10. Am westlichen Ortsrand verläuft das Flüsschen Prédecelle.

## Geschichte
Unter Pippin dem Jüngeren wurde der Ort als Bragium 768 erwähnt.

### Bevölkerungsentwicklung
| Jahr      | 1962 | 1968 | 1975 | 1982 | 1990 | 1999 | 2006 | 2016 |
| Einwohner | 1007 | 1059 | 1547 | 1850 | 2220 | 3211 | 3342 | 3501 |

## Sehenswürdigkeiten
- Kirche Saint-Denis aus dem 11. und 12. Jahrhundert, seit 1958 Monument historique
- Schloss bzw. Burg Briis-sous-Forges mit dem Donjon
- Karmelitinnenkloster im Weiler Frileuse

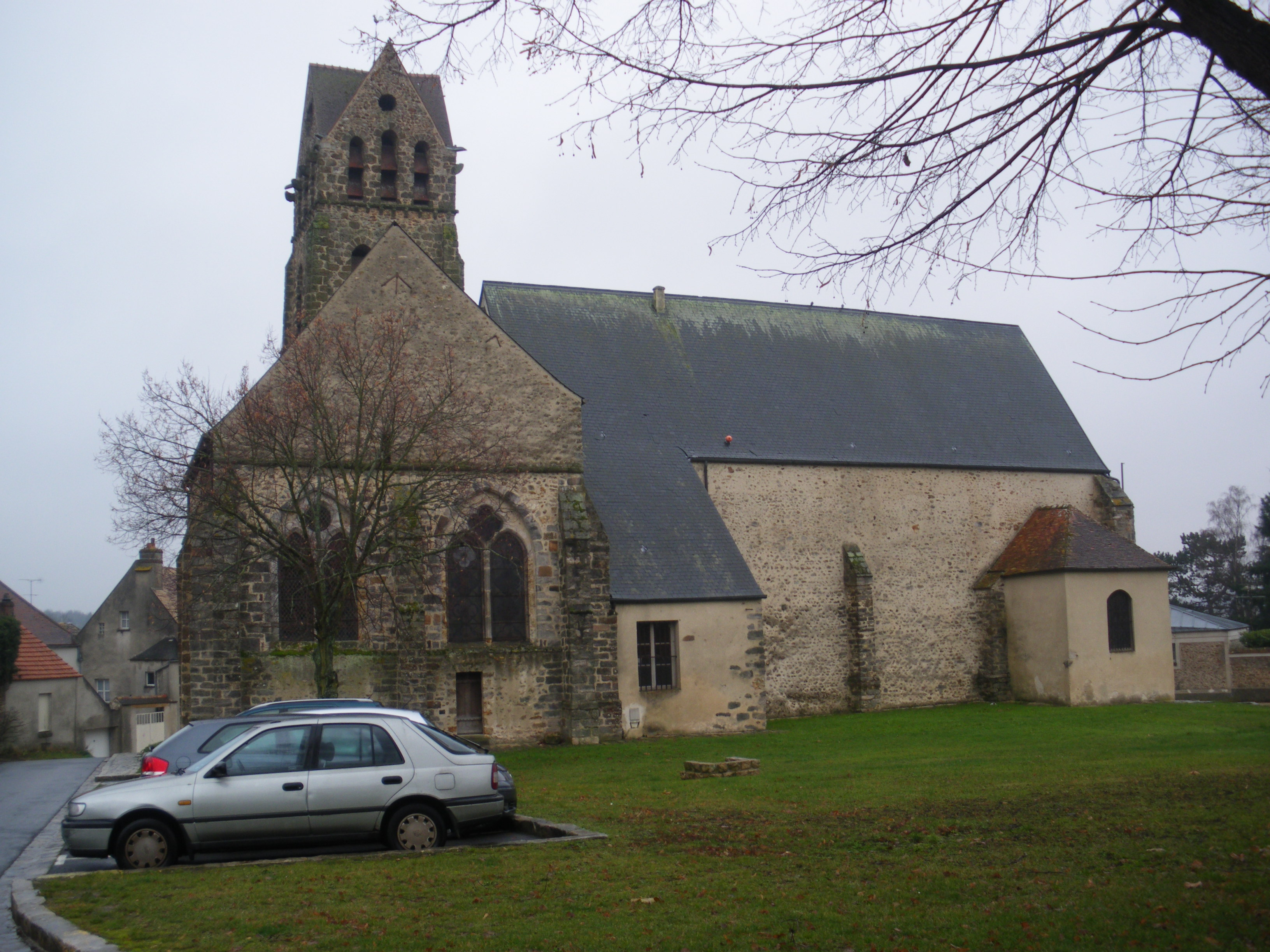
Kirche Briis-sous-Forges
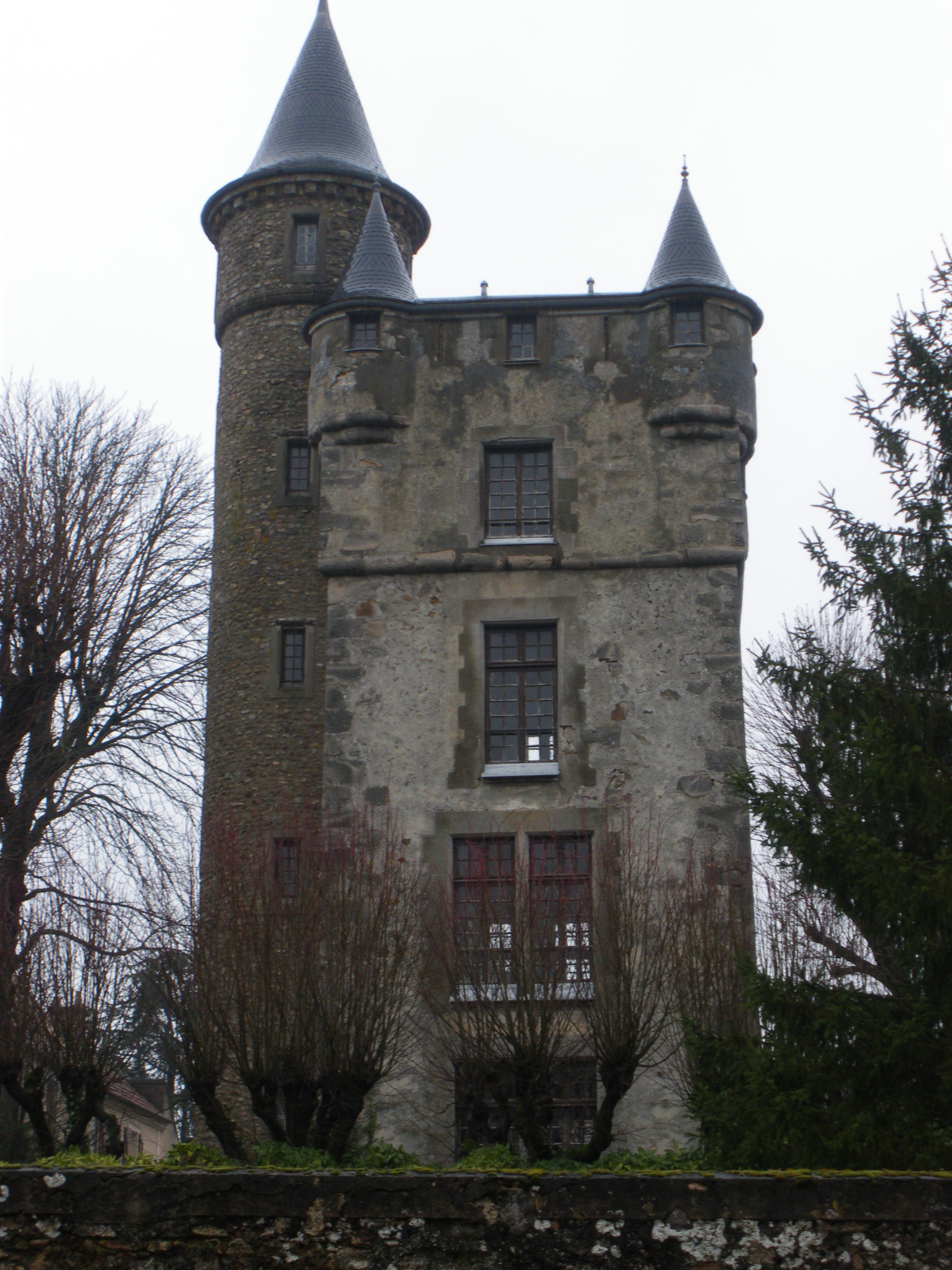
Donjon

## Persönlichkeiten
- Jean Cartan (1906–1932), Komponist
- Julien-Alexandre Hardy (1787–1876), Gärtner und Rosenzüchter
- Gérard Rinaldi (1943–2012), Komiker, Schauspieler und Sänger (Synchronsprecher von Goofy)